# Wissenschaftsverlag
Ein Wissenschaftsverlag ist ein spezialisierter Fachverlag, der wissenschaftliche Publikationen ausbildungsorientiert für universitäre Zwecke bzw. überwiegend berufsorientierte Forschungsliteratur herausgibt. Zu beiden Aspekten der Studienliteratur und Fachliteratur für den wissenschaftlichen Diskurs gehören Zeitschriften (auch elektronisch), Monografien, Sammelbände, Lehr- und Handbücher, Nachschlagewerke, Tagungsbände und Festschriften sowie wissenschaftliche Qualifikationsschriften (Hochschulschriften wie Dissertationen oder Habilitationen). Zeitschriften, Konferenzbände und Monografien dienen als Kommunikationsmedien vor allem der internen Wissenschaftskommunikation und richten sich an Wissenschaftler in Universitäten und Unternehmen sowie Studenten.
Die Umsätze der 100 größten Verlage in Deutschland verteilten sich 2009 zu 42 Prozent auf Fachinformations- und Wissenschaftsverlage.

## Angebote und Gruppen von Verlagen
Rese und Michaletz unterscheiden Gruppen von Verlagen/Verlegern für wirtschaftswissenschaftliche Buchveröffentlichungen. Sie halten fest, dass diese Analyse nicht eins zu eins auf alle anderen Wissenschaftsbereiche zu übertragen ist, weil allein technisch nicht immer die gleichen Ansprüche an die Veröffentlichungen gestellt werden müssen.
1. „Vollanbieter“, die die gesamte Bandbreite (Zeitschriften, Dissertationen, Habilitationsschriften, wissenschaftliche Monografien, Sammelbände, Nachschlagewerke, Lehrbücher) anbieten.
2. „Lehrbuchverlage“, die sich auf den „Lehrbuchmarkt“ spezialisiert haben – andere Gattungen sind unterrepräsentiert oder nicht vorhanden.
3. „Verleger von originär wissenschaftlichen Monografien und Sammelbänden“:

a. in der Hauptsache Publikationen von herausragenden Dissertationen, Habilitationsschriften und Buchtiteln etablierter Wissenschaftler
b. in der Hauptsache Publikationen von Dissertationen
Die unter 1. und 2. zitierten Anbieter sind „von der Kostensituation“ her ähnlich aufgestellt und deren Reputation ist wegen ihres langen Bestehens „ähnlich hoch“ – einzig die Verengung der Anbieter unter 2. auf das Lehrbuchsortiment führt dazu, dass beide Anbietergruppen hierin miteinander „am heftigsten konkurrieren“. Diese Verlage tragen das volle unternehmerische Risiko, verlangen von den Verfassern also keine Zuschüsse, sondern beteiligen sie am erhofften Gewinn.
Die Verlage der Anbietergruppen 3a und 3b mit Schwerpunkt auf das „wissenschaftliche Buchsegment“ hingegen unterscheiden sich vor allem in ihrer unterschiedlichen „Qualitätsdifferenzierung“: So verfolgen Verlage wie Mohr Siebeck oder Franz Steiner eindeutig eine „Qualitätsstrategie“, die die von ihnen veröffentlichte wissenschaftlichen Reihen „einem recht harten Ausleseprozess“, meist durch eine externe Begutachtung, unterwirft, was einerseits eine absolut geringere Zahl an Veröffentlichungen und andererseits für den Autor eine hohe „Reputationswirkung“ zur Folge hat. Verleger dieser Art sind oft „Überzeugungstäter“, die zum Teil keine Druckkostenzuschüsse verlangen, sondern in einer Mischkalkulation wissenschaftlich interessante, aber weniger gut verkäufliche Werke über die „Renner“ mitfinanzieren.
Die Anbieter unter 3b hingegen lassen keine Auslese-, sondern „eine Mengenorientierung erkennen“ und betreiben „eine Politik Veröffentlichung gegen Druckkostenzuschuss“. Dank ihrer „extrem schlanken“ Kostenstruktur können sie hinsichtlich der Druckkostenzuschüsse die „relativ günstigsten Angebote machen“ – die Reputation einer hier untergebrachten Veröffentlichung „ist jedoch äußerst gering“. Holger Höge macht wiederum deutlich, dass die Dienstleistungen der auch von ihm genannten und um weitere ergänzten Anbieter der Gruppe 3b für den Autor eine Reihe an Vorüberlegungen verlangen, wenn z. B. die Nutzung eines Covers aus einer der Reihen eines Anbieters billiger für den Autor ist, als das Einbringen eines eigenen Umschlagentwurfs.
Wesolowski beleuchtete 2010 anhand eines Beispiels, dass Wissenschaftsverlage heute nicht nur Dienstleister sind, sondern eine Steuerungs- und Selektionsrolle für die Wissenschaft ausüben.
Die Lektoratsarbeit im Wissenschaftsverlag beschreibt Fetzer in seinem Buch. Er unterscheidet dabei vor allem zwischen Geistes- und Naturwissenschaften, wo in letzteren die Kommunikation zunehmend über (elektronische) Zeitschriften stattfindet und Buchformen wie Monografie und Sammelband in den Hintergrund getreten seien. Lehr- und Handbücher sowie Nachschlagewerke seien jedoch immer noch bedeutsam und von „herausragendem ökonomischen Interesse“ für den Verlag. Vor allem die elektronische Wissensspeicherung, -vermittlung und -verbreitung werde in beiden Bereichen bedeutsamer, was elektronische Publikationsformen fördert und erfordert.

## Abgrenzung von pseudowissenschaftlichen Zeitschriften und Verlagen
In der heutigen Wissenschaftslandschaft müssen Forschungsergebnisse meist schnell veröffentlicht werden. Die Ablehnungsquote eingereichter Artikel bei renommierten Zeitschriften ist hoch, der für die Qualitätssicherung zuständige Peer-Review-Prozess häufig intransparent und es müssen bei Open-Access und dem Modell, dass der Autor zahlt, entsprechende Mittel akquiriert werden. Zudem beeinflussen die Zahl der Publikationen oder „Publikationspunkte“ aufgrund der Impact-Faktoren der Zeitschriften die Karriereaussichten der Wissenschaftler (z. B. bei Berufungen).
Dies hat zum Auftreten pseudowissenschaftlicher Zeitschriften (Predatory Journals) und Verlage geführt, welche daraus ein Geschäftsmodell entwickelt haben. Offensiv und ungefragt werden potenzielle Autoren angesprochen und gegen Zahlung einer Gebühr wird ein schneller Publikationsprozess versprochen. Auch Schein- bzw. Fake-Konferenzen, die auf den ersten Blick seriös angekündigt werden und teilweise hohe Registrierungsgebühren erheben, dienen der Gewinnerzielung (Vorträge werden ebenfalls gern in CV angegeben).
Recherchen von NDR, WDR, dem Magazin der „Süddeutschen Zeitung“ und weiterer Medien haben 2018 ergeben, dass weltweit rund 400.000 Forscher von diesem Predatory Publishing betroffen sind. Seit 2013 habe sich die Zahl solcher Publikationen verdreifacht, in Deutschland verfünffacht. Dabei wurden einige Wissenschaftler den Recherchen zufolge Opfer des Betruges, einige Autoren nutzten offenbar gezielt die Dienste zur schnellen Veröffentlichung von Forschungsbeiträgen, ohne sich der Kritik von Kollegen zu stellen. In Deutschland haben mehr als 5000 Wissenschaftler in solchen Zeitschriften publiziert. Darunter seien auch Dutzende Forscher der Helmholtz-Gemeinschaft, der Fraunhofer-Institute, Wissenschaftler deutscher Hochschulen und Mitarbeiter von Bundesbehörden. Die Bezahlung erfolge durch Steuergelder, die eigentlich in Spitzenforschung fließen sollten. Auch Mitarbeiter von zwölf der 30 DAX-Unternehmen würden auf den Seiten dieser Raubverleger mit eigenen Artikeln oder Vorträgen bei Pseudokonferenzen auftauchen. Tabakkonzerne würden Studien über die Gefahren des Rauchens, Pharmafirmen zur Wirksamkeit ihrer Medikamente dort veröffentlichen. Das Geschäft sei vor allem eines mit der Scham: Forscher, die den Schwindel bemerken, schweigen nicht selten aus Furcht, ihre Reputation zu verlieren. Einige Wissenschaftler hätten erst durch die Recherchen von NDR und SZ von dem Geschäft der Pseudoverlage erfahren.
Der Wirtschaftsethiker Thomas Beschorner merkte an, dass die Hinweise dieser Recherchen etwas am Kern der Probleme im Wissenschaftssystem vorbeigingen und die Verwendung des Propagandabegriffs Fake ein Missgriff sei. Der Anschein, Wissenschaft würde sich stets irgendetwas ungeprüft ausdenken, um es anschließend in die Welt zu posaunen, würde Wissenschaft und Forschung bei aller berechtigter Kritik nicht gerecht. Jeder Wissenschaftler kenne die wichtigsten Zeitschriften oder Konferenzen seines Gebietes und weiß, dass nur dort Publikationen zählen. Das Publizieren in Pseudozeitschriften sei Zeitverschwendung und Junk Science, das lese und verarbeite kein seriöser Wissenschaftler oder anerkannter Forscher.
Die Debatte zu Betrug und Fälschung in der Wissenschaft scheint zumindest nicht auf Pseudoverlage beschränkt zu sein. Irrtum sei von Fälschung ebenfalls zu trennen.

## Hilfen für die Auswahl seriöser wissenschaftlicher Zeitschriften und Verlage
Forscher müssen ein Verständnis dafür entwickeln, welche Journals eher zu vermeiden sind. Die „Principles of Transparency and Best Practice in Scholarly Publishing“ (Prinzipien der Transparenz und besten Praxis beim wissenschaftlichen Publizieren)
als gemeinsame Veröffentlichung mehrerer Organisationen im Jahr 2013 haben dazu Kriterien vorgelegt und mittlerweile gibt es auch viele praktische Hilfen.
Think, Check, Submit hilft, eine geeignete Zeitschrift eines vertrauenswürdigen Verlages zu finden. Auch andere Journal Guides und Journal Evaluation Tools sind verfügbar. COPE (Committee on Publication Ethics) existiert als Vereinigung zur Unterstützung von Autoren. Im deutschen Sprachraum sind die Wege zur Sicherstellung der Qualität von Publikationen und Konferenzinhalten - Prüffaktoren für Fachzeitschriften von der Universitätsbibliothek Siegen ausführlich dargestellt. Die Medizinische Fakultät der Universität Kiel gibt eine Übersicht vor allem für den Medizinbereich. Auch die TU Ilmenau veröffentlicht entsprechende Empfehlungen. Die Konferenz der Dekane der Medizinischen Fakultäten in Frankreich veröffentlicht eine Liste von 3400 empfohlenen Zeitschriften, die auf Basis von 19 Kriterien zum Schutze vor Predatory Publishers erstellt wurde.

## Kritik
Einige Wissenschaftsverlage, die außer dem reinen Druck der Dissertationen in hoher Stückzahl kaum andere Dienstleistungen anbieten, gerieten Anfang 2014 u. a. durch den Berliner Tagesspiegel in die Kritik, als bekannt wurde, dass die von derartigen Fachverlagen abverlangten Druckkostenzuschüsse der Autoren hoch sind – in Einzelfällen „bis zu 10.000 Euro“ betragen können. Ergänzend dazu die Feststellungen in einer 2020 veröffentlichten Publikationsberatung an Universitäten, wonach „nicht nur die unmittelbare Verlagsleistung (...) in die Entscheidung für oder gegen einen Verlag“ einfließt, so dass „manche Wissenschaftlerinnen bzw. Wissenschaftler (...) einen höheren Druckkostenbeitrag oder verminderte Autorenrechte in Kauf (nehmen), um in Verlagen erscheinen zu können, die in ihrem jeweiligen Fach hohes Ansehen genießen und deren Name für die hohe Qualität der dort publizierten Werke steht.“
Ferner heißt es darin auch: „Da die Verlagslandschaft für Herausgeberinnen bzw. Herausgeber oder Autorinnen bzw. Autoren mittlerweile sehr schwer überschaubar ist und sich leider auch einige nicht seriös operierende Verlage aktiv an potenzielle Autorinnen und Autoren wenden, ist es vor Abschluss eines Verlagsvertrages jedenfalls ratsam, sich den Verlag wirklich genau anzuschauen.“ Diese Kritik kann sich auch auf kostengünstige Anbieter beziehen, wie z. B. die Wissenschaftsverlage der OmniScriptum Publishing Group. Hier können Hochschulschriften kostenlos, allerdings dann auch ohne Korrekturlesen und Lektorat veröffentlicht werden. Der Bildungs- und Wissenschaftsjournalist Armin Himmelrath meinte 2019 zu diesem Angebot: „Man sollte vorsichtig sein, eine echte wissenschaftliche Veröffentlichung ist das nicht. Das ist an den Unis bekannt, dass das unseriös wirkt. Es taugt also nicht für die eigene Publikationsliste.“ Somit muss je nach Zuordnung der Wissenschaftsverlage für den universitären Bereich, wie sie u. a. Mario Rese vorgenommen hat, auch differenziert werden, inwieweit sie per se noch zu den Verlagen bzw. laut Eduard Schönstedt und seiner Untergliederung der Zuschussverlage noch zu den „Druckkostenverlagen“ zu zählen sind oder eigentlich nur noch zu den „Selbstkostenverlagen“ im Sinne von Dienstleistungsunternehmen für Selbstpublikationen, mit denen de facto keine Verlagsverträge, sondern Werkverträge abgeschlossen werden – oder ob sie auf Grundlage beider bzw. mehrerer Geschäftsmodelle ihre Umsätze erzielen.
Kritik im Bereich der Publikationen von Forschungsergebnissen hat sich auch der „Weltmarktführer bei den Wissenschaftsverlagen mit rund 2500 Zeitschriften“ Elsevier zugezogen. So sieht Leonhard Dobusch in einem Interview vom am 24. Januar 2018 zwar prinzipiell kein Problem darin, dass „Forschung (..) in vielen Bereichen auf private Dienstleister angewiesen“ sei. Problematisch sei es hingegen, wenn ein Verlag wie Elsevier einerseits im neuen Digitalbereich u. a. die Zugänglichmachung von Forschung verweigert oder nicht in dem Ausmaß nutzt, wie das möglich wäre, und gleichzeitig „monopolistische Marktpositionen bei der Preisgestaltung“ ausnutzt. „Und die monopolistische Position von Elsevier, die hat eben weniger mit dem Verlag und der Verlagsleistung zu tun, sondern damit, dass Wissenschaft ein Reputationsspiel ist, wenn man so will.“ Laut der deutschen Wissenschaftszeitschrift Forschung & Lehre starteten Wissenschaftler vieler Universitäten mit der Meldung „Ab heute ohne Elsevier-Vertrag“ in das Forschungsjahr 2019. Und nachdem zum Jahreswechsel die Verträge mit Elsevier ausgelaufen waren, setzten zahlreiche Bibliotheken ein Zeichen gegen die hohen Lizenzgebühren dieses Wissenschaftsverlags und verlängerten nicht die Verträge – was zur Folge hatte, dass seither mehr als 200 Universitäten und Forschungseinrichtungen in Deutschland von den elektronischen Angeboten von Elsevier abgeschnitten sind, darunter die Universitäten aus Berlin, Bonn oder München sowie außeruniversitäre Forschungseinrichtungen wie die Max-Planck-Gesellschaft und die Fraunhofer-Gesellschaft. (Siehe dazu auch den Abschnitt: Elsevier#Kritik an Elsevier)

## Übernahmen und Verlagskonzentration
- 1918: Der Verlag Walter de Gruyter entstand durch Fusion von vier Verlagen, darunter die G. J. Göschen’sche Verlagsbuchhandlung.
- 1970: Der C. H. Beck Verlag übernahm den Franz Vahlen-Verlag.
- 1978: Der Bertelsmann-Verlag übernahm den Gabler Verlag.
- 1985: Der Springer-Verlag übernahm den Birkhäuser Verlag.
- 1999: Die Bertelsmann-Gruppe übernahm vermögenstechnisch die Springer-Verlagsgruppe.
- 1999: Der Nomos Verlag wurde Teil des C. H. Beck-Verlags.
- 2003: Die Springer-Verlagsgruppe fusionierte mit Kluwer Academic Publishers und bildete vermögenstechnisch den Medienkonzern Springer Science+Business Media.
- 2004: Die Springer-Verlagsgruppe übernahm den Westdeutschen Verlag.
- 2008: Der Vieweg+Teubner Verlag integrierte den Vieweg Verlag und den Teubner Verlag.
- 2012: Die Springer-Verlagsgruppe übernahm den Vieweg+Teubner Verlag und bildete das Imprint Springer Vieweg. Der frühere Gabler-Verlag wurde unter dem Imprint Springer Gabler weitergeführt.
- 2013: Die Haufe Gruppe übernahm den Schäffer-Poeschel Verlag von der Verlagsgruppe Handelsblatt.
- 2013: Der Verlag Walter de Gruyter übernahm den Akademie-Verlag und den Oldenbourg Wissenschaftsverlag.
- 2015: Die Springer-Verlagsgruppe übernahm Palgrave Macmillan – damit auch die Nature Publishing Group – und bildete den Medienkonzern Springer Nature Group.
- 2015: Der Verlag J.B. Metzler wurde Teil des Verlages Springer Nature.
- 2016: Der Verlag Walter de Gruyter übernahm den Verlag Lucius & Lucius.
- 2016: Der niederländische Wissenschaftsverlag Brill übernahm die deutschen Verlage Ferdinand Schöningh und den Wilhelm Fink Verlag.
- 2021: Der niederländische Verlag Brill übernahm Vandenhoeck & Ruprecht.
- 2023: Der deutsche Traditionsverlag de Gruyter übernahm den niederländischen Verlag Brill und firmiert fortan unter dem Namen De Gruyter Brill mit dem Hauptsitz in Berlin.